# Panagiotis Tachtsidis
Panagiotis Tachtsidis (griechisch Παναγιώτης Ταχτσίδης, * 15. Februar 1991 in Nafplio) ist ein griechischer Fußballspieler.

## Karriere

### Verein
2008 wechselte Tachtsidis aus der U-20 in den Profikader von AEK Athen. Er debütierte am 27. Januar 2008, dem 18. Spieltag der griechischen Super League, beim 3:0-Erfolg über APO Levadiakos. In der Saison 2008/09 erreichte er mit AEK das Finale des nationalen Pokals, im Finale unterlag man gegen Olympiakos Piräus erst im Elfmeterschießen mit 18:19. 2009 gab er sein Debüt in der UEFA Europa League, er stand beim 3:0-Erfolg in der Qualifikation gegen den FC Vaslui und später bei der 0:1-Niederlage gegen den FC Everton auf dem Platz. 2010 wechselte Tachtsidis in die Serie A zum CFC Genua. Er wurde direkt in die Serie B zu Cesena verliehen. Nach Ausleihen an Grosseto und Verona wechselte Tachtsidis 2012 zum AS Rom. Genua behielt sich aber 50 % der Transferrechte. Für AS debütierte er am 2. September 2012 dem 2. Spieltag beim 3:1-Erfolg über Inter Mailand.
Zur Saison 2013/14 wechselte er zu Catania Calcio. Nachdem er in der Hinrunde zwölfmal für Catania aufgelaufen war, wurde er in der Winterpause für ein halbes Jahr an den FC Turin verliehen.
Nach seiner Rückkehr von der Leihe im Sommer 2014, verließ Tachtsidis den Verein. Er wechselte am 1. Juli 2014 zum Ligakonkurrenten CFC Genua. Aber auch hier wurde er direkt für die Spielzeit 2014/15 verliehen. Bei Hellas Verona kam er in der Serie A auf über 30 Einsätze in der Liga. Nach Ablauf der Leihe im Sommer 2015, kehrte er nach Genua zurück.
Für Genua absolvierte er in der Spielzeit 2015/16 insgesamt 24 Partien in der Serie A, wobei er zwei Tore erzielte. Am 5. August 2016 wechselte Tachtsidis zum FC Turin, wo er schon im Jahr 2014 leihweise gespielt hatte. Bis Sommer 2017 wurde er an Cagliari Calcio verliehen.
Im Sommer 2017 wechselte Tachtsidis zu Olympiakos Piräus. Hier bestritt er 17 Partien in der höchsten griechischen Spielklasse der Super League, zudem kam er auch drei Mal in der UEFA Champions League zum Einsatz. Nach nur einer Spielzeit zog es ihn im September 2018 weiter nach England in die EFL Championship zu Nottingham Forest. 
Tachtsidis kam jedoch zu keinem Einsatz und wurde von Januar bis Juni 2019 in die Serie B zu US Lecce ausgeliehen. Der Verein war in dieser Saison Aufsteiger und schaffte am Ende der Spielzeit den Durchmarsch ins italienische Oberhaus, der Serie A. Dabei kam Tachtsidis auf 17 von 18 möglichen Einsätzen in der Rückrunde und legte dabei 3 Torvorlagen auf. Nach Ablauf der Leihe verpflichtete der US Lecce ihn fest. Nach einer Spielzeit in der Serie A, erfolgte der direkte Abstieg zurück in Serie B. In 3 Spielzeiten kam Tachtsidis auf insgesamt 71 Einsätze und 1 Treffer in der Liga für US Lecce. 
Seit Sommer 2021 steht Tachtsidis beim al-Fayha FC in der höchsten saudi-arabischen Liga, der Saudi Professional League unter Vertrag. In seiner ersten Spielzeit konnte er mit dem Verein gleich den Landespokal (King Cup) gewinnen.
Im September 2022 wechselte er in die Vereinigten Arabischen Emirate zum Khor Fakkan Club.
Nach einem Jahr kehrte er nach Europa zurück und wechselte zum CFR Cluj nach Rumänien.

### Nationalmannschaft
Tachtsidis spielte für die U-17, U-19 und U-21 Griechenlands. Für die A-Nationalmannschaft debütierte beim Länderspiel am 14. November 2012 gegen Irland. Die Partie wurde mit 1:0 gewonnen.
Am 11. November 2015 beim 4:3-Erfolg über Ungarn im Qualifikationsspiel zur Fußball-Europameisterschaft 2016, erzielte er seinen ersten Treffer im Nationaltrikot. Tachtsidis erzielte in der 57. Spielminute den zwischenzeitlichen 2:2-Ausgleich. Zudem bereitete er in der 79. Minute den Treffer von Konstantinos Mitroglou vor, welcher im Spiel das 3:3 darstellte.

## Erfolge
- Griechischer Pokalfinalist: 2008/09 mit AEK Athen
- King-Cup-Sieger: 2021/2022